# Glauco (1905)
Glauco – włoski okręt podwodny z początku XX wieku, jedna z pięciu jednostek typu Glauco. Okręt został zwodowany 9 lipca 1905 roku w Arsenale w Wenecji, a w skład Regia Marina wszedł 15 grudnia 1905 roku. Pełnił służbę na Morzu Adriatyckim, biorąc udział w I wojnie światowej. Jednostka została wycofana z czynnej służby we wrześniu 1916 roku, po czym była używana do celów szkoleniowych.

## Projekt i budowa
„Glauco” został zaprojektowany przez inż. Cesarego Laurentiego jako jednostka doświadczalna . Zastosowane do napędu silniki benzynowe sprawiały duże zagrożenie ze względu na łatwopalne opary paliwa . Powstało pięć jednostek tego typu, były to pierwsze zbudowane seryjnie okręty podwodne we Włoszech . Okręt konstrukcji częściowo dwukadłubowej z głównymi zbiornikami balastowymi na śródokręciu i zbiornikami trymującymi na dziobie i rufie. Kształt kadłuba został zoptymalizowany pod kątem poruszania się na powierzchni z szeroką i płaską rufą, szerokim grzbietem służącym jako pokład i ostrym, wystającym przed pokrywami wyrzutni torped dziobem. Okręt miał stery głębokości umieszczone na dziobie i rufie. Prototyp różnił się od siostrzanych jednostek uzbrojeniem (zainstalowano na nim trzy wyrzutnie torped w przeciwieństwie do dwóch na następnych okrętach typu)  oraz położeniem kiosku (bardziej z przodu w porównaniu do innych okrętów).
„Glauco” zbudowany został w Arsenale w Wenecji. Stępkę okrętu położono 1 lipca 1903 roku, a zwodowany został 9 lipca 1905 roku. Był pierwszym okrętem we włoskiej flocie noszącym to imię.

## Dane taktyczno-techniczne
„Glauco” był niewielkim, przybrzeżnym okrętem podwodnym . Długość całkowita wynosiła 36,84 metra, szerokość 4,32 metra i zanurzenie 2,66 metra. Wyporność normalna w położeniu nawodnym wynosiła 157–161 ton, a w zanurzeniu 240–244 tony. Okręt napędzany był na powierzchni przez dwa silniki benzynowe FIAT o łącznej mocy 600 KM. Napęd podwodny zapewniały dwa silniki elektryczne Savigliano o łącznej mocy 170 KM. Dwuśrubowy układ napędowy pozwalał osiągnąć prędkość 13 węzłów na powierzchni i 6 węzłów w zanurzeniu . Zasięg wynosił 900 Mm przy prędkości 8 węzłów w położeniu nawodnym oraz 40 Mm przy prędkości 5 węzłów w zanurzeniu. Dopuszczalna głębokość zanurzenia wynosiła 25 metrów .
Okręt wyposażony był w trzy stałe dziobowe wyrzutnie torped kalibru 450 mm z zapasem czterech torped.
Załoga okrętu składała się z 2 oficerów oraz 13 podoficerów i marynarzy.

## Służba
„Glauco” wszedł do służby w Regia Marina 15 grudnia 1905 roku. W początkowym okresie załoga okrętu przechodziła szkolenie w Wenecji i odbywała rejsy głównie wzdłuż wybrzeża Adriatyku. W 1906 roku „Glauco” uczestniczył w manewrach morskich, które zakończyły się w Tarencie oraz w kolejnych manewrach z 1908 roku, które miały miejsce na Morzu Tyrreńskim. W momencie przystąpienia Włoch do I wojny światowej okręt wchodził w skład 4. dywizjonu okrętów podwodnych (wraz z siostrzanymi jednostkami „Narvalo”, „Otaria”, „Squalo” i „Tricheco” oraz „Foca” i „Delfino”). Jednostka uczestniczyła w defensywnych patrolach na wodach okalających bazy włoskiej floty w Brindisi i Wenecji. Od stycznia 1916 roku „Glauco” wraz z siostrzaną „Otarią” operowały z Tarentu. Jednostka nie odniosła podczas działań wojennych żadnych sukcesów.
Okręt został skreślony z listy floty 1 września 1916 roku. Po wycofaniu ze służby jednostka była używana przez kilka lat jako okręt szkolny.